# غبسلند
غِبْسلَند (بالإنجليزية: Gippsland) هي منطقة ريفية اقتصادية في ولاية فيكتوريا، أستراليا،  وتقع في الجزء الجنوبي الشرقي من الولاية. وتغطي مساحة 41,556 كيلومتر مربع (16,045 ميل2)، وتقع إلى الشرق من الضواحي الشرقية لمدينة ملبورن الكبرى، وإلى الشمال من مضيق باس، وإلى الغرب من بحر تسمان، وإلى الجنوب من خط بلاك ألان الذي يمثل جزءًا من حدود الفيكتورية نيو ساوث ويلز، وإلى الشرق والجنوب الشرقي من «غريت ديفايدينغ» التي تقع داخل منطقة هيوم وجبال الألب الفيكتورية. يتم تقسيم غبسلند بشكل عام إلى التقسيمات الإحصائية إلى غبسلند الشرقية وغبسلند الجنوبية وغبسلند الغربية ووادي لاتروب.
كما في تعداد استراليا 2016، كان يبلغ عدد سكان غبسلند 271,266، المراكز السكانية الرئيسية في المنطقة، في ترتيب تنازلي حسب السكان، هي ترارالجون، مو، واراجول، مورويل، سلا، بيرنسدال، دروين، ليونغاثا، وفيليب آيلاند. الإنتاج الأهم الذي تشتهر به غبسلند هو التعدين وتوليد الطاقة والزراعة كم تشتهر بالمناطق السياحية (جزيرة فيليب، ويلسون رعن، وبحيرات غبسلند، الهالا، وهضبة باو باو، وميادين سترزيليكى.

## جغرافية
تنقسم غبسلند عادة إلى أربع أو خمس الفرعية الرئيسية  –  المناطق أو الأقاليم:
- غبسلند الغربية (ما يعادل تقريبا شيريز كاردينيا وباو باو)
- غبسلند الجنوبية (باس كوست وساوث غبسلند شايرز)
- وادي لاتروب (مدينة لاتروب ومناطق باو باو في الشمال)
- غبسلند الشرقية (شلالات ويلينجتون وشرق غبسلند).
- في بعض الأحيان، تتم إضافة منطقة خامسة، هي غبسلند الغربية أو غبسلند الوسطى (Shire of Wellington)، للإشارة إلى المنطقة الأكثر جفافًا بين بحيرات غبسلند الغربية (ما يعادل تقريبا شيريز كاردينيا وباو باو) ويارام.